# Olympique de Missiri
Maillots
L'Olympique de Missiri (en arabe : أولمبي الميسيري) est un club comorien de football fondé en 1989 et basé dans le quartier de Missiri à Sima, sur l'île d'Anjouan aux Comores.

## Histoire
Le club est fondé en 1989 par des jeunes de Sima sous le nom de Levier de Missiri ; le club est renommé Olympique de Missiri en 1992.
Le club remporte la Coupe des Comores en 2021 et se qualifie pour la Coupe de la confédération pour la première fois de son histoire.

## Palmarès
| Compétitions nationales                       | Compétitions régionales |
| --------------------------------------------- | ----------------------- |
| - Coupe des Comores (2) : - Vainqueur : 2021. |                         |

## Bilan africain
Note : dans les résultats ci-dessous, le score du club est toujours donné en premier.
| Saison    | Compétition               | Tour              | Club      | Domicile | Extérieur | Total |
| --------- | ------------------------- | ----------------- | --------- | -------- | --------- | ----- |
| 2021-2022 | Coupe de la confédération | Tour préliminaire | AS Kigali | 1 - 2    | 0 - 6     | 1 - 8 |

Légende
- Victoire ou qualification pour le tour suivant
- Match nul
- Défaite ou élimination de la compétition